# Archelon
Archelon (từ tiếng Hy Lạp: αρχελών có nghĩa là rùa) là một loài rùa biển đã tuyệt chủng và cũng là một loài rùa biển lớn nhất từng được ghi nhận, và những con rùa nặng nhất thứ hai được ghi lại sau Stupendemys.
Hóa thạch Archelon lớn nhất, được tìm thấy ở Pierre Shale ở Nam Dakota vào những năm 1970, dài hơn 4 mét (13 ft), và rộng 4,9 mét (16 ft) từ cá voi tới cá voi. Archelon sống vào thời điểm mà một biển cạn bao phủ hầu hết các trung tâm Bắc Mỹ. Hầu hết các xác chết đã biết đã được tìm thấy ở South Dakota và Wyoming.